# Kepler-32
Kepler-32 – gwiazda położona w gwiazdozbiorze Łabędzia w odległości około 988 lat świetlnych. Jest to słaby czerwony karzeł typu widmowego M. Wokół tej gwiazdy krąży pięć planet odkrytych metodą obserwacji tranzytu przez Kosmiczny Teleskop Keplera. 
Gwiazda Kepler-32 jest typowym przedstawicielem czerwonych karłów obserwowanych przez Kosmiczny Teleskop Keplera. Jej system planetarny jest ustawiony korzystnie z punktu widzenia obserwacji z Ziemi, pięć planet tranzytuje przed tarczą gwiazdy; jest to najbardziej złożony znany system planetarny wokół gwiazdy tego typu (stan na grudzień 2012). Jest on reprezentatywny dla całej próbki planet obserwowanych przez TKK, krążących wokół karłów typu M i pozwala wyciągać ogólne wnioski dotyczące systemów planetarnych gwiazd tego typu.

## Planety
Układ planetarny gwiazdy Kepler-32 jest bardzo ciasny, podobnie jak wcześniej odkryte układy gwiazd Kepler-11 i Kepler-33, ale gwiazda centralna jest w tym przypadku znacznie mniejsza. Wszystkie planety krążą w odległości mniejszej niż 1/3 średniego promienia orbity Merkurego. Planety są niewielkie, mają średnice od 0,81 do 2,7 średnicy Ziemi; najprawdopodobniej są to obiekty typu ziemskiego. Planety b i c mogą posiadać także znaczną domieszkę substancji lotnych spoza linii śniegu. Okresy orbitalne planet e, b i c są bliskie rezonansu 1:2:3. Te dwa fakty wskazują, że w układzie zaszła w przeszłości migracja planet z dalszych orbit. Planeta f krąży obecnie na tyle blisko gwiazdy, że najprawdopodobniej utraciła całą atmosferę; wskazuje na to także jej najmniejszy promień.